# Simulium flavidum
Simulium flavidum är en tvåvingeart som beskrevs av Rubtsov 1947. Simulium flavidum ingår i släktet Simulium och familjen knott. Inga underarter finns listade i Catalogue of Life.